# Panamerikanische Spiele 2003 (Badminton)/Dameneinzel

Badminton wurde bei den Panamerikanischen Spielen 2003  in Santo Domingo in der Dominikanischen Republik gespielt. Die Wettkämpfe dauerten vom 8. bis 15. August. Folgend die Ergebnisse in Dameneinzel.

## Ergebnisse
- Eva Lee –  Stephanie Mitchell: 11-1 / 11-1
- Nigella Saunders –  Nadine Julien: 11-2 / 11-1
- Patricia Oelke –  Stephanie Jadi: 11-7 / 7-11 / 11-5
- Anelissa Micheo –  Fernanda Kumasaka: 11-7 / 11-4
- Jamie Subandhi –  Dionne Forde: 11-2 / 11-7
- Valeria Rivero –  Marlin Maldonado: 11-1 / 5-11 / 11-9
- Anna Rice –  Carolyn Davids: 11-0 / 11-0
- Camila Ozaki –  Mariama Eastmond: 11-7 / 13-10
- Samantha Jinadasa –  Zeudi Mack: 11-5 / 11-1
- Shawnekka Phillips –  Flordaliza Del Oleo: 11-7 / 11-7
- Charmaine Reid –  Eva Lee: 11-3 / 11-3
- Nigella Saunders –  Nairobis Castillo: 11-1 / 11-1
- Sandra Jimeno –  Patricia Oelke: 11-3 / 11-0
- Anelissa Micheo –  Jamie Subandhi: 3-11 / 11-3 / 11-6
- Anna Rice –  Valeria Rivero: 11-2 / 11-2
- Denyse Julien –  Camila Ozaki: 11-0 / 11-1
- Samantha Jinadasa –  Yomaira Sanchez: 11-0 / 11-2
- Lorena Blanco –  Shawnekka Phillips: 11-1 / 11-0
- Nigella Saunders –  Charmaine Reid: 11-9 / 11-4
- Sandra Jimeno –  Anelissa Micheo: 11-4 / 11-5
- Anna Rice –  Denyse Julien: 3-11 / 11-5 / 11-0
- Lorena Blanco –  Samantha Jinadasa: 11-4 / 11-0
- Nigella Saunders –  Sandra Jimeno: 11-9 / 11-8
- Anna Rice –  Lorena Blanco: 11-2 / 11-8
- Nigella Saunders –  Anna Rice: 11-7 / 3-11 / 11-8